# Jad ha-Šmona
Jad ha-Šmona (hebrejsky נְוֵה אִילָן, doslova „Památník osmi“, v oficiálním přepisu do angličtiny Yad HaShemona, přepisováno též Yad HaShmona) je vesnice typu mošav v Izraeli, v Jeruzalémském distriktu, v Oblastní radě Mate Jehuda.

## Geografie

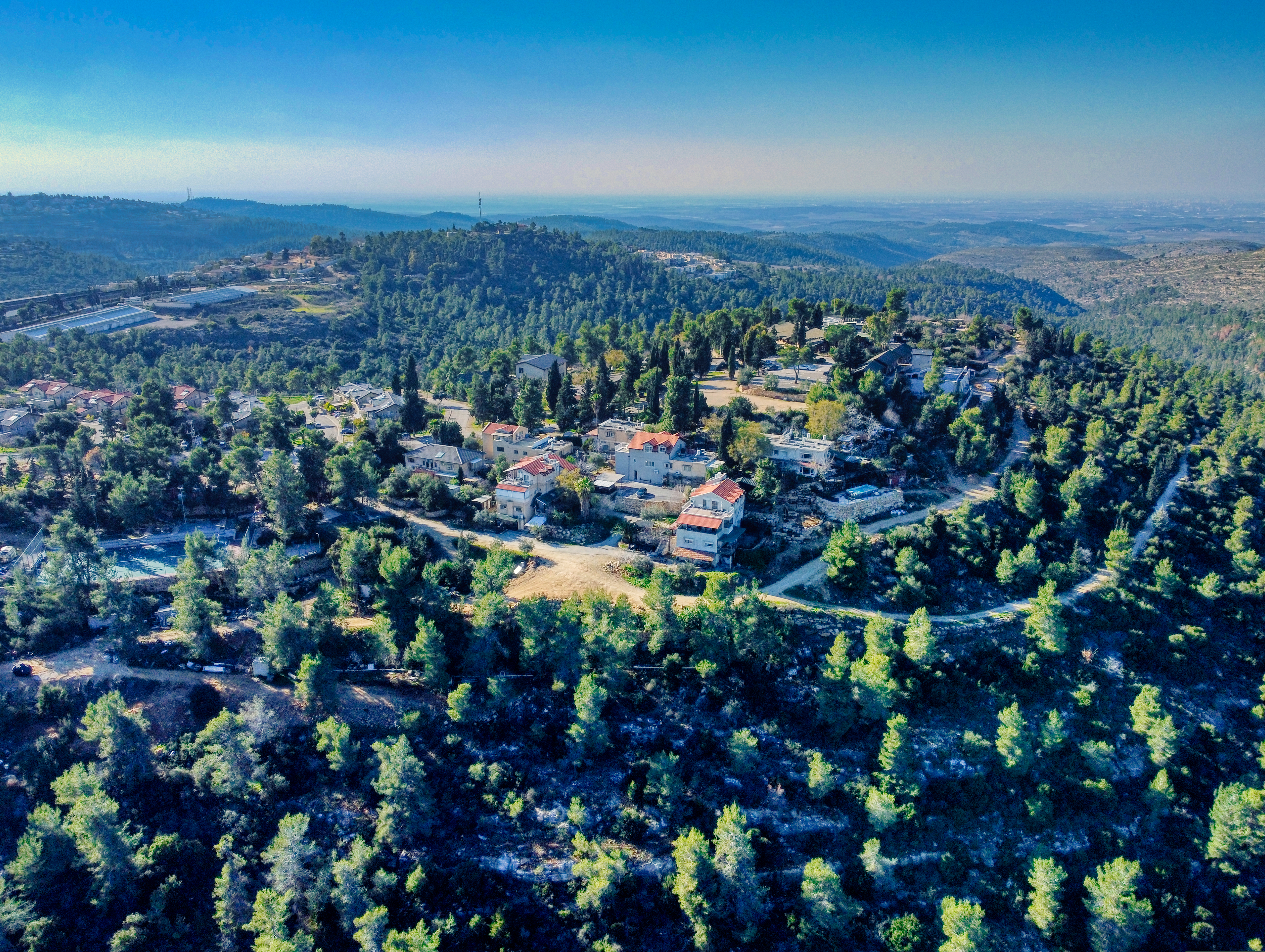
Jad ha-Šmona

Leží v nadmořské výšce 686 metrů na zalesněných svazích Judských hor v Jeruzalémském koridoru. Jižně od vesnice spadá terén do hlubokého údolí vodního toku Nachal Ksalon. Severně od vesnice protéká hlubokým údolím vádí Nachal Jitla, na jehož protější straně se zvedá vrch Har Haruach.
Obec se nachází 40 kilometrů od břehu Středozemního moře, cca 42 kilometrů jihovýchodně od centra Tel Avivu a cca 13 kilometrů západně od historického jádra Jeruzalému. Jad ha-Šmona obývají Židé, přičemž osídlení v tomto regionu je etnicky převážně židovské. Pouze 2 kilometry východně odtud leží město Abu Goš, které obývají izraelští Arabové stejně jako nedaleké vesnice Ajn Nakuba a Ajn Rafa.
Jad ha-Šmona je na dopravní síť napojen pomocí lokální silnice číslo 4115, která ústí do dálnice číslo 1, jež probíhá jižně od obce a spojuje Jeruzalém a Tel Aviv.

## Dějiny
Jad ha-Šmona byl založen v roce 1978. Jméno je připomínkou osmi Židů, které Finsko během druhé světové války vydalo gestapu. Vznik osady byl snahou finských křesťanských dobrovolníků odčinit toto provinění finské vlády.
Zakladatelská skupina se zformovala již během 60. let 20. století, kdy její členové pracovali jako dobrovolníci v izraelských kibucech. Sdružení usilující o výstavbu nové vesnice bylo založeno 10. července 1971. Po třech letech jeho členové přesídlili do nynější lokality a začali budovat vesnici. Živili se hlavně jako turističtí průvodci pro cestovatele ze Skandinávie. Populace se postupně proměňovala. Několik zakladatelů z řad finských křesťanů zde stále žije, ale většinu obyvatelstva již tvoří Židé. Podstatnou součástí populace jsou také zahraniční dobrovolníci, kteří tu dočasně pracují. V obci působí turistické ubytování ve finském stylu, které je hlavním zdrojem příjmů, a biblická vesnice s ukázkami starověkých řemesel.

## Demografie
Podle údajů z roku 2014 tvořili naprostou většinu obyvatel v Jad ha-Šmona Židé (včetně statistické kategorie "ostatní", která zahrnuje nearabské obyvatele židovského původu ale bez formální příslušnosti k židovskému náboženství).
Jde o malou obec vesnického typu s dlouhodobě stagnující populací. K 31. prosinci 2014 zde žilo 114 lidí. Během roku 2014 populace klesla o 1,7 %.
| Rok            | 1983 | 1995 | 2001 | 2003 | 2004 | 2005 | 2006 | 2007 | 2008 | 2009 | 2010 | 2011 | 2012 | 2013 | 2014 |
| -------------- | ---- | ---- | ---- | ---- | ---- | ---- | ---- | ---- | ---- | ---- | ---- | ---- | ---- | ---- | ---- |
| Počet obyvatel | 47   | 69   | 85   | 86   | 85   | 88   | 93   | 92   | 100  | 94   | 97   | 95   | 112  | 116  | 114  |